# Gene Cole
Gerrard Eugene „Gene” Cole (ur. 18 grudnia 1928 w New Lexington w stanie Ohio, zm. 11 stycznia 2018 w Lancaster w Ohio) – amerykański lekkoatleta, wicemistrz olimpijski z 1952.
Specjalizował się w biegu na 400 metrów. Na igrzyskach olimpijskich w 1952 w Helsinkach odpadł w tej konkurencji w półfinale, a sztafeta 4 × 400 metrów z jego udziałem (45,5 na drugiej zmianie) zdobyła srebrny medal ustanawiając rekord USA – 3:04,0 (biegła w składzie: Ollie Matson, Cole, Charles Moore i Mal Whitfield).
9 sierpnia 1952 w Londynie Amerykanie biegnąc w składzie: Cole, Jesse Mashburn, Reggie Pearman i Mal Whitfield ustanowili rekord świata w sztafecie 4 × 440 jardów – 3:08,8.
Rekord życiowy Cole’a w biegu na 440 jardów wynosił 46,7 s.